# Lasaeola xuanzan
Espèce
Synonymes
- Yaginumena xuanzan Lin & Li, 2024

Lasaeola xuanzan est une espèce d'araignées aranéomorphes de la famille des Theridiidae.

## Distribution
Cette espèce est endémique de Chongqing en Chine,. Elle se rencontre dans le xian de Chengkou.

## Description
Le mâle holotype mesure 1,37 mm et la femelle paratype 2,36 mm.

## Systématique et taxinomie
Cette espèce a été décrite sous le protonyme Yaginumena xuanzan par Lin et Li en 2024. Elle est placée dans le genre Lasaeola par Liu, Liang, Yin et Xu en 2025.

## Étymologie
Cette espèce est nommée en référence à Xuan Zan, un des 108 brigands d'Au bord de l'eau.

## Publication originale
- Lin, Li, Mo & Wang, 2024 : « Thirty-eight spider species (Arachnida: Araneae) from China, Indonesia, Japan and Vietnam. » Zoological Systematics, vol. 49, no 1, p. 4-98.